# Spilogona capaciatrata
Spilogona capaciatrata är en tvåvingeart som beskrevs av Xu och Wang 1990. Spilogona capaciatrata ingår i släktet Spilogona och familjen husflugor. Inga underarter finns listade i Catalogue of Life.